# ریلاینس جیو
ریلاینس جیو (انگلیسی: Jio) شرکت مخابرات هندی است، که در سال ۲۰۰۷ توسط موکش امبانی تأسیس شد.